# 死靈蛸屬
死靈蛸屬是已滅絕的幽靈蛸科，生存於漸新世時期的匈牙利。最初發現時被誤認為是一種魷魚，但近期研究將牠們重新分類至幽靈蛸科之下。